# Bavette (bœuf)
Pour les articles homonymes, voir bavette.
La bavette est une partie de la carcasse de bœuf. C'est une partie de la surlonge, morceau latéral du ventre dont la chair est longue, de texture filandreuse.

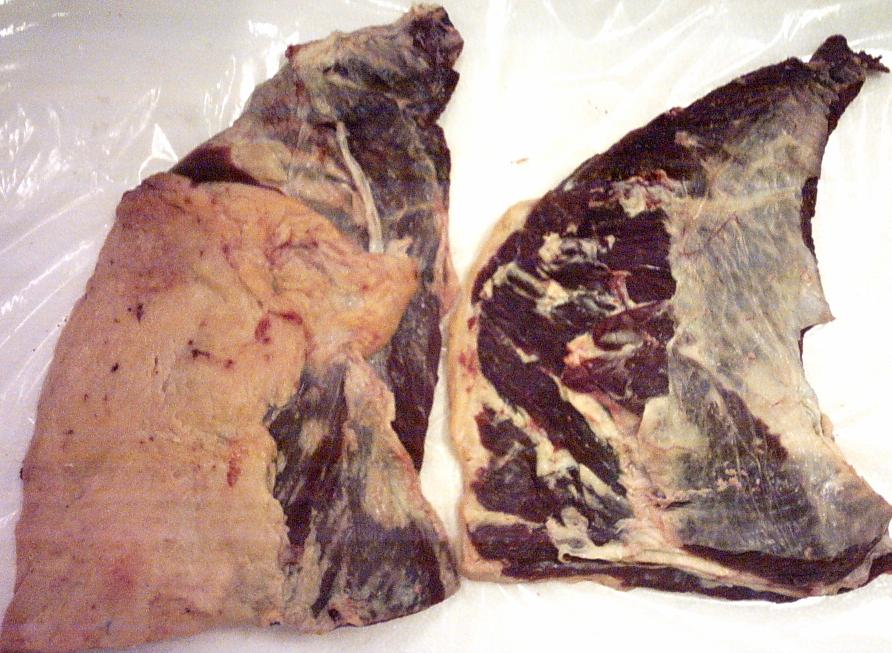

Le poids moyen d'une bavette de flanchet est de 1.850 kilogrammes. 

Localisation de la bavette d'aloyau en France.
Localisation de la bavette de flanchet en France.

En France, sa cuisson se fait principalement à la poêle très chaude pendant quelques minutes de chaque côté, laissant le cœur de la viande bleu (cru), au maximum saignant. En effet, la texture filandreuse de la bavette devient dure si la viande est à point. Ce morceau de viande de bœuf est considéré comme l'un des plus savoureux.